# O mio babbino caro

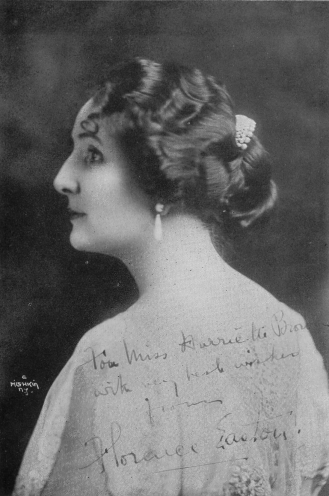
Florence Easton, 1917

O mio babbino caro (wł. Mój kochany tatusiu) – sopranowa aria z opery Gianni Schicchi Giacoma Pucciniego, do której libretto napisał Giovacchino Forzano na podstawie Boskiej komedii Dantego Alighieri. Przypisana jest do roli Lauretty, która kieruje swoje słowa do ojca. Pierwsza tę rolę w czasie światowej prapremiery opery zaśpiewała Florence Easton 14 grudnia 1918 roku.
Aria jest najbardziej znanym utworem z tej opery i należy do podstawowego repertuaru sopranowego na świecie. W trakcie arii Lauretta prosi swojego ojca, aby ten udzielił zgody na jej związek z Rinucciem.

## Kontekst
Umiera bogacz Buoso Donato, a jego rodzina kłóci się o podział majątku. Rinuccio, jeden z członków rodziny, odnajduje testament i jednocześnie pyta innych o zgodę na jego małżeństwo. Zita, ciotka Rinuccia, pomimo wcześniejszych wątpliwości, w przypływie pozytywnych emocji pozwala mu związać się z Laurettą, córką oszusta Gianniego Schicchiego.
Rinuccio czyta testament, po czym wychodzi na jaw, że wszystkie oszczędności zostały przepisane na klasztor. Na scenę wchodzi Schicchi, ale rodzina zaczyna się kłócić i nie wierzy w dobre intencje przybysza. Ten, obrażony, chce opuścić lokal, jednak jego córka Lauretta zwraca się do niego z ostatnią prośbą o zrozumienie, a on zgadza się spojrzeć na testament.

## Muzyka
Utwór został napisany w tonacji As-dur, metrum 6/8 i tempie andantino ingenuo. Jest to jedyna wyróżniająca się aria w przekomponowanej formie opery.
Australijska śpiewaczka Joan Hammond w 1969 roku otrzymała certyfikat złotej płyty za sprzedaż miliona egzemplarzy swojego nagrania O mio babbino caro.

## Nagrania
Prapremiera opery odbyła się w Nowym Jorku 14 grudnia 1918 roku w Metropolitan Opera, gdzie wystawiono Tryptyk czyli z Płaszcz, Siostra Angelica i Gianni Schicchi. Główną rolę, postać Laury, zagrała Florence Easton. Występ został przyjęty pozytywnie. Pomimo wcześniejszych zakazów, aria była bisowana.
Istnieje ponad 40 nagrań opery. Pierwsze znane nagranie miało miejsce w 1936 roku i zostało wykonane po angielsku w Metropolitan Opera. Pierwsze włoskie nagranie pochodzi z 1949 roku. Wystąpili Licia Albanese i Italo Tajo. Rolę Laury grało wiele znanych śpiewaczek sopranowych. Renata Tebaldi i Fernando Corena wystąpili w duecie w nagraniu z 1962 roku. Pierwsze nagranie z Mirellą Freni pochodzi z 1991 roku.
Aria O mio babbino caro była wykorzystywana na potrzeby kinematografii. Zastosowanie jej w Pokoju z widokiem z 1986 roku podkreśla Florencję jako miejsce akcji zarówno opery jak i filmu. Włoski dla początkujących wydany w 2000 roku pokazuje grupę osób w duńskim miasteczku, dla których Włochy są symbolem ucieczki i romantyzmu.

## Libretto
| O mio babbino caro, mi piace, è bello, bello, Vo' andare in Porta Rossa a comperar l'anello! Sì, sì, ci voglio andare! E se l'amassi indarno, andrei sul Ponte Vecchio, ma per buttarmi in Arno! Mi struggo e mi tormento! O Dio, vorrei morir! Babbo, pietà, pietà! |